# Космос-2409
Космос-2409 је један од преко 2400 совјетских вјештачких сателита лансираних у оквиру програма Космос.
Космос-2409 је лансиран са космодрома Плесецк, Русија, 23. септембра 2004. Ракета-носач Космос је поставила сателит у орбиту око планете Земље. 